# Кузьменко-Титаренко Іван Дем'янович
Кузьменко-Титаренко Іван Дем'янович (нар. 25 травня 1894, Лисянка — пом. 9 березня 1930, Київ) — український військовий діяч, сотник Армії УНР. У 1921 році командир контрольно-розвідувального пункту Повстансько-партизанського штабу УНР, потім начальник 3-го підрайону 8-го повстанського району.

## Життєпис
Кузьменко-Титаренко народився у містечку Лисянка. Іван закінчив церковно-приходську школу, далі навчався у 5-й Києво-Печерській гімназії. З початку 1912 по липень 1913 року Іван був помічником діловода земського страхового агента Київського губерніального земства. Одночасно працював у відділі, який займався обстеженням тварин Київщини. Упродовж 1914 року Іван Дем'янович — завідувач канцелярії земського страхового агентства Київського губерніального земства.
У грудні 1914 року Іван був мобілізований до російської армії. У жовтні він закінчив 2-гу Київську школу прапорщиків, після чого служив у 249-му піхотному запасному батальйоні та 259-му піхотному запасному полку. З грудня 1916 року Кузьменко-Титаренко у складі 407-го піхотного Саранського полку брав участь у Першій світовій війні.
Після демобілізації у січні 1918 року Кузьменко-Титаренко прибув до Києва, де у складі військ Центральної Ради брав участь у боях з більшовиками. З лютого по листопад 1918-го займав посаду завідувача канцелярії земського страхового агентства у місті Звенигородка. Влітку 1918-го він брав участь у Таращансько-Звенигородському повстанні. У листопаді став одним з керівників Антигетьманського повстання на Звенигородщині, обіймав посаду ад'ютанта командувача військ Директорії УНР у цьому регіоні.
З кінця 1918-го Кузьменко-Титаренко у лавах Армії УНР. У травні 1919 обійняв посаду коменданта Звенигородки. Був обраний завідувачем військового відділу повстанкому. На початку Першого зимового походу за наказом Юрія Тютюнника хорунжий Кузьменко-Титаренко разом із сотником Бондаренко вирушили на Звенигородщину та Таращанщину для організації повстання проти денікінців та більшовиків. У травні 1920 року Іван Дем'янович виїхав до Києва, де долучився до 46-го стрілецького куреня 6-ї Січової дивізії Армії УНР.

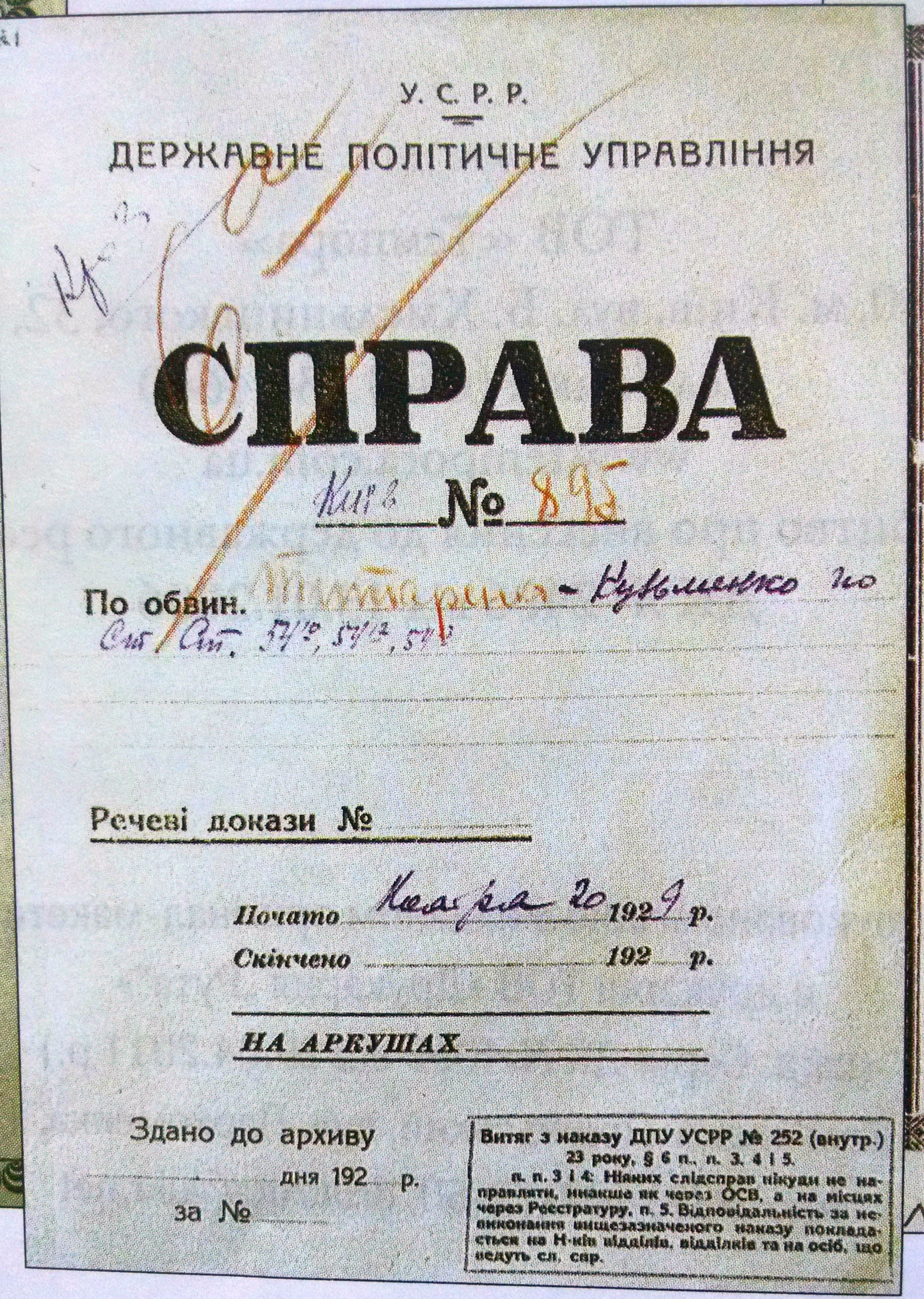
Справа Кузьменка-Татаренка ДПУ УСРР.

У березні 1921 року сотника Кузьменка-Титаренка призначено помічником начальника контрольно-розвідувального пункту ППШ у Тернополі, згодом — командиром контрольно-розвідувального пункту у Копичинцях. Був учасником Другого зимового походу у складі Подільської повстанської групи.
З літа 1922 року Іван Дем'янович працював за дорученням Тютюнника у Бессарабії. 18 лютого 1923 року Кузьменко-Титаренко разом з О. Стахівим перейшов кордон з Румунії до УСРР для додаткової перевірки існування «Вищої Військової Ради» («ВВР»). 1 березня перед Іваном Кузьменком-Титаренком чекістами було розіграно «підпільне засідання» «бюро ВВР». ДПУ зробило висновок, що Кузьменко-Титаренко переконаний в існуванні «ВВР», а тому вирішили його використовувати «втемну». У подальшому сотник, втягнутий у оперативну чекістську «гру», використовувався для отримання ДПУ інформації про діяльність Тютюнника та української еміграції, передачі від ДПУ дезінформації румунській, французькій та українській розвідкам.
На початку червня 1923 року, коли сотник став непотрібним для подальшої чекістської оперативної гри, його було арештовано за антирадянську діяльність. Проте військовик потрапив під амністію і був звільнений без забезпечення виборчих прав. Наприкінці 1923 року Іван Дем'янович переїхав з Харкова до батьків у Будище. Тютюнник допоміг йому легалізуватися, але жив Кузьменко-Титаренко під постійним наглядом співробітників Звенигородського оперативного пункту. У серпні 1924 року він звернувся із заявою до правління Всеукраїнського кооперативного страхового союзу про прийняття на роботу. Влітку 1925-го Іван Кузьменко-Титаренко працював технічним співробітником ревізійної комісії.
Після жовтня 1925 року Кузьменко-Титаренко переїхав до Києва, де працював у кооперативній артілі «Кулінар». Заарештований 18 листопада 1929-го. 27 лютого 1930 року Іван Дем'янович був засуджений до страти. Розстріляний 9 березня 1930 року разом з Митрофаном Очеретько.